# Kōfuku-ji
Le Kōfuku-ji (興福寺) est un temple bouddhiste de la cité de Nara (préfecture de Nara, au Japon). C'est le temple familial des Fujiwara (藤原氏, Fujiwara-shi) et le principal temple du bouddhisme Hossō-shū (法相宗). Il est également appelé, avec l'Enryaku-ji (延暦寺), Nanto-Hokurei (南都北嶺), terme désignant les deux temples les plus puissants pendant l'ère Heian : le Kōfuku-ji au sud (Nanto, ville du sud) et l'Enryaku-ji sur le mont Hiei, au nord (Hokurei, sommet du nord). Le temple fait partie depuis 1998 des monuments historiques de l'ancienne Nara inscrits au patrimoine mondial de l'UNESCO.

## Histoire générale

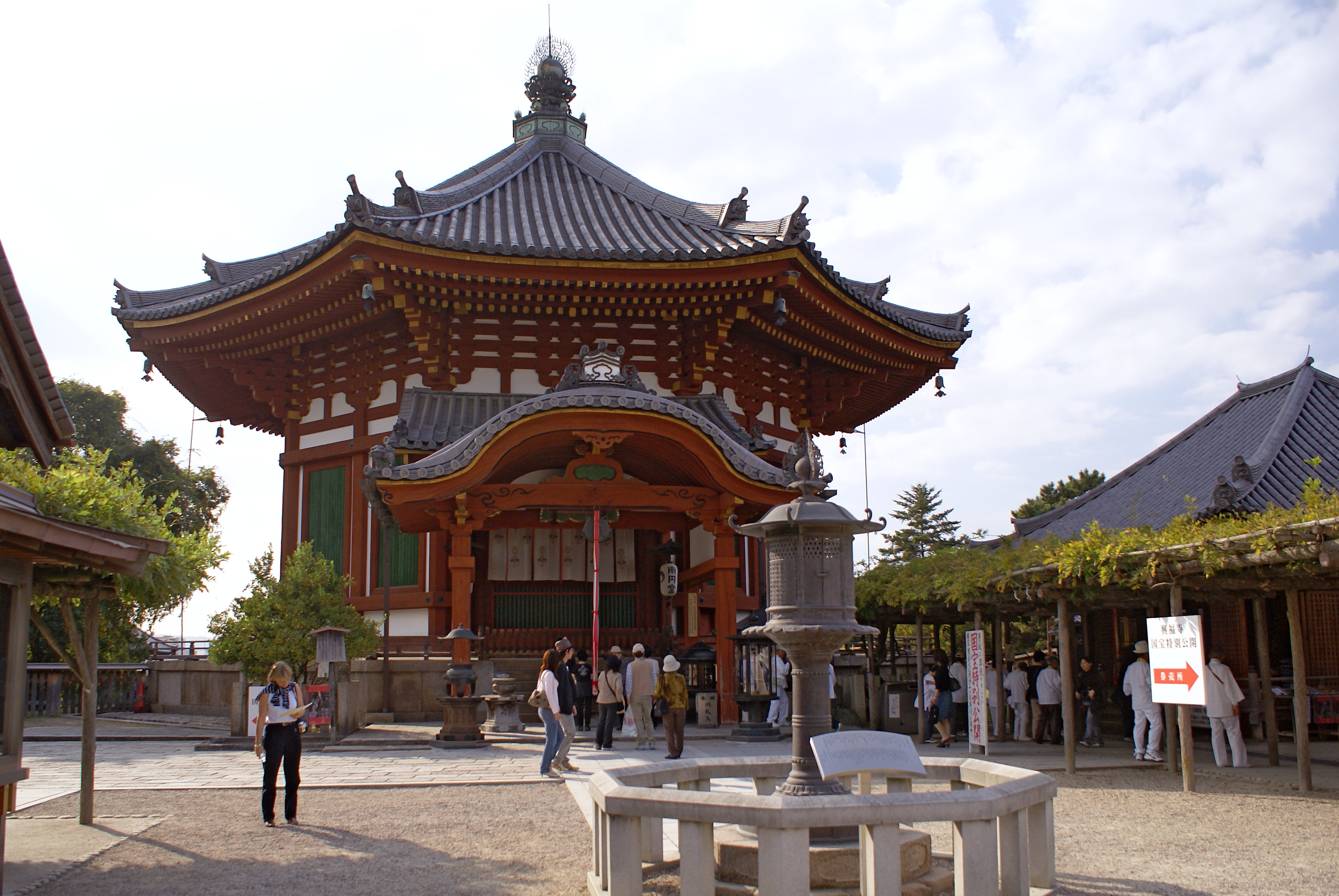
Le nanendō, reconstruit en 1741.

Ses origines remontent au quartier de Yamashina à Kyōto où il fut fondé en 669 par Kagami no Ōkimi à la mort de son époux Fujiwara no Kamatari et il fut nommé Yamashina-dera. Elle y fit installer une représentation du bouddha Shaka que son défunt époux avait commandée après sa défaite contre le clan Soga en 645. Le temple fut d'abord déplacé à Fujiwara avant d'être installé à la capitale permanente de Nara par Fujiwara no Fuhito en 710, où il compta alors parmi les premiers établissements religieux de la nouvelle capitale.
Le Kōfuku-ji brûla de nombreuses fois, destin tragique de nombreux monuments historiques japonais, et notamment en 1180 en même temps que le Tōdai-ji (東大寺), pendant les guerres qui ponctuèrent la fin de l'ère Heian, période pendant laquelle le temple dominait politiquement la province de Yamato. Son architecture actuelle date donc des époques Kamakura et Muromachi pendant lesquelles le shogunat considérait le temple comme gouverneur, protecteur (shugo, 守護) du Yamato.
À cette époque, de nombreux fils de nobles entraient en religion au Kōfuku-ji, ce qui provoquait des conflits entre les fondations monastiques nobles qui y étaient annexées, par exemple entre l'Ichijō-in (一乗院) de la famille Konoe (近衛家, Konoe-ke) et le Daijō-in (大乗院) de la famille Kujō (九条家, Kujō-ke).
Contrairement au Tōdai-ji qui subit l'influence de l'architecture Song lors de sa reconstruction, le Kōfuku-ji fut restauré dans son style initial (wayō). 
Les restaurations des bâtiments furent possible notamment grâce aux 21 000 koku (石) versés chaque année au temple par le shogunat de l'ère Edo, qui lui rendit son statut d'établissement purement religieux.
Le Kōfuku-ji fut particulièrement atteint par la politique anti-bouddhiste du début de l'ère Meiji. La majorité de ses propriétés furent confisquées mais il tente maintenant de les récupérer et souhaite continuer de jouer son rôle de temple principal du Hossō.

## Les bâtiments

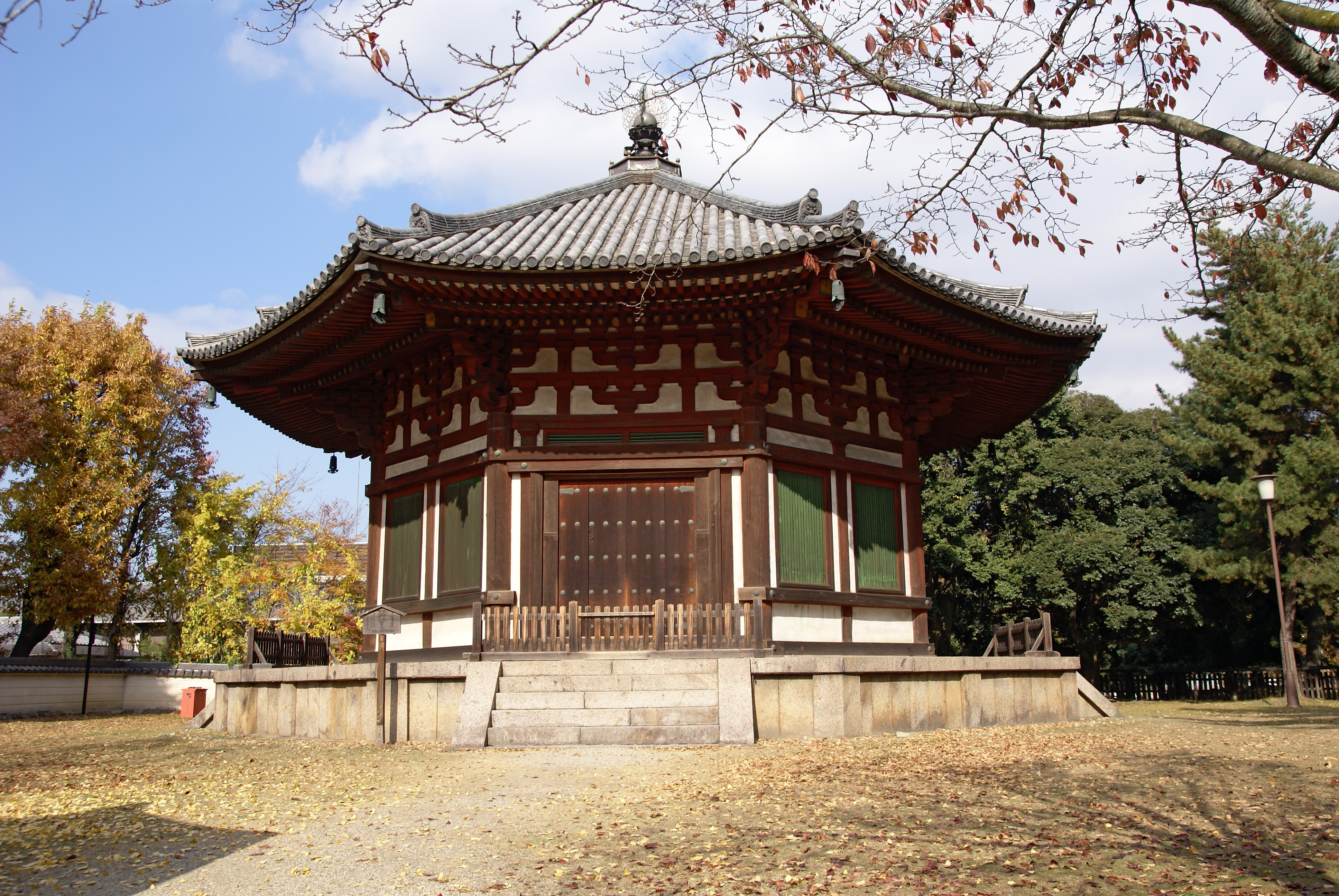
Le hōkuendō.

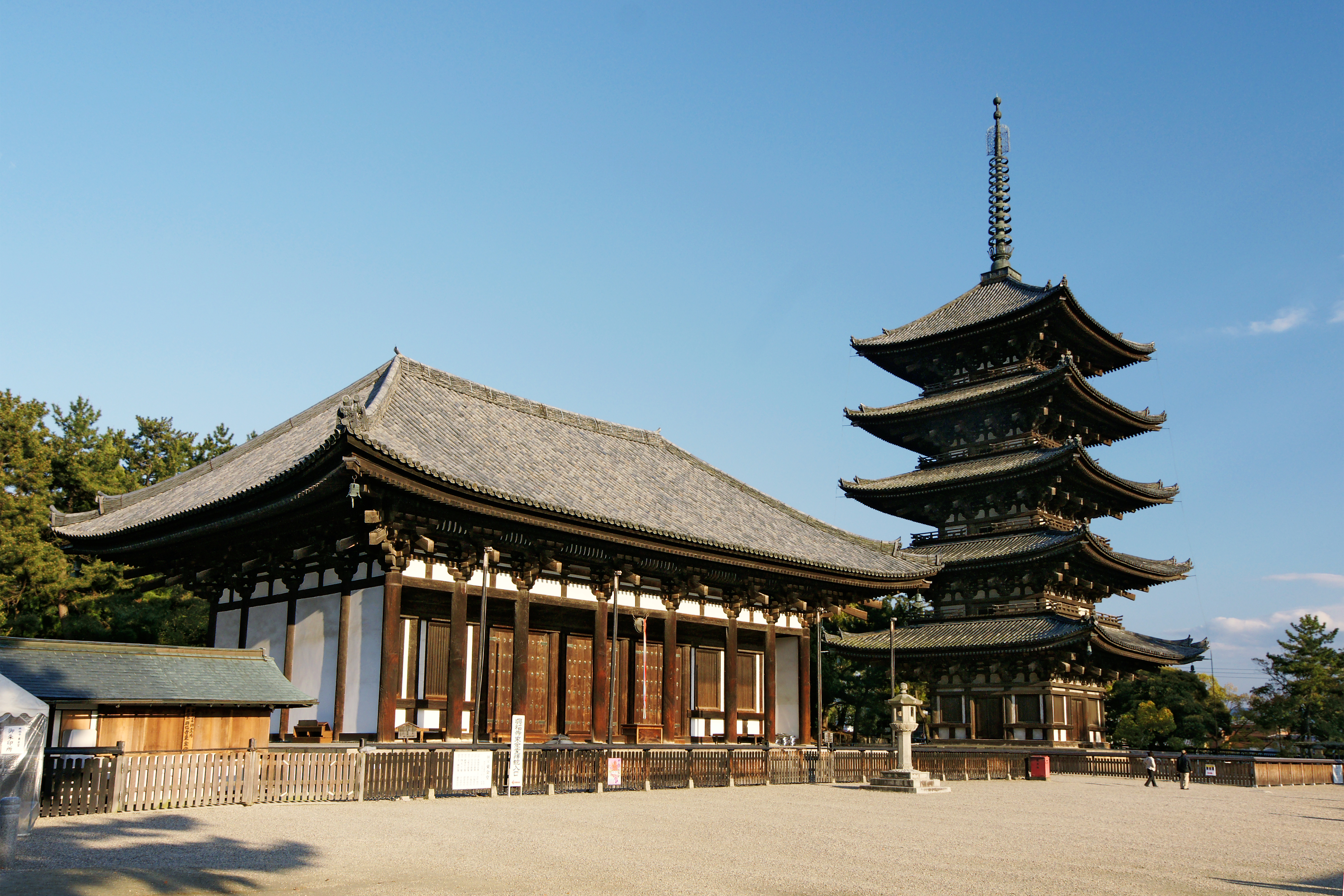
Le gojū-no-tō et le tō-kondō du Kōfuku-ji.

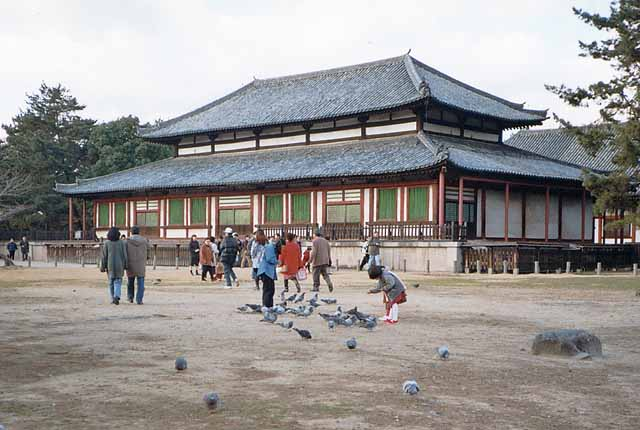
Le chū-kondō.

### Bâtiments anciens
- Le hōkuendō (北円堂) est un petit pavillon octogonal érigé au nord du bâtiment principal en 721, à la demande des impératrices Gemmei et Genshō en l'honneur du premier anniversaire du décès de Fujiwara no Fuhito. Le bâtiment actuel date de 1240 et fut reconstruit selon les proportions de l'époque de Nara. Il fait 15 m de hauteur. Il contient actuellement plusieurs sculptures d'Unkei et il est classé Trésor national[1].
- Le sanjū-no-tō (三重の塔, « pagode à trois étages ») fut importé depuis le temple impérial en 1143 sur l'ordre de l'ancien empereur Sutoku. Lors de sa reconstruction après l'incendie de 1180, il bénéficia des perfectionnements de l'architecture de la période Kamakura remarquable notamment par la relative clarté intérieure obtenue grâce à l'installation de fenêtres à treillage ou par la structure, unique en son genre, de la nouvelle charpente : le pilier central, arrêté au deuxième étage, est remplacé par une colonne plus mince reposant sur un plancher soutenu par quatre autres colonnes. Tous ces éléments porteurs sont décorés par de nombreux bouddhas peints. Ce bâtiment est donc Trésor national.
- Le tō-kondō (東金堂, « kondō de l'est ») fut érigé en 726 par l'empereur Shōmu dans l'espoir d'obtenir la guérison de l'ancienne impératrice Genshō. Après deux destructions en 1017 et en 1046, et deux reconstructions en 1027 et en 1049, il fut à nouveau incendié en 1180 par les Taira. Le gouvernement de Kamakura le fit une fois de plus reconstruire, en 1185, mais il connut encore deux incendies, en 1356 et en 1411. Le bâtiment actuel date de 1415 et il est classé Trésor national.
- Le gojū-no-tō (五重の塔, « pagode à cinq étages ») fut réalisé selon le souhait de l'impératrice Kōmyō, épouse de l'empereur Shōmu, et achevé en 730. Cette pagode mesure environ 50 mètres de haut, ce qui en fait l'une des plus hautes du Japon. Elle fut de nombreuses fois frappée par la foudre, incendiée et détruite (1017, 1060, 1180, 1356 et 1411) mais à chaque fois reconstruite (1031, 1078, 1205, 1388 et pour finir, en 1426) dans le même style « à la japonaise » que le tō-kondō. Cependant, la finesse de ses éléments témoigne bien de l'ère Muromachi. Il est également considéré comme Trésor national.
- Le nanendō (南円堂), bâtiment également octogonal au sud du bâtiment principal, fut fondé en 813 par Fujiwara no Fuyutsugu et reconstruit en 1789. Sa lanterne de bronze est cependant d'époque. Il n'est ouvert au public qu'un jour par an, le 17 octobre. Il fait 22 m de hauteur[1].
- Le chū-kondō (中金堂, « kondō central ») fut réalisé entre 710 et 714, à la demande de Fujiwara no Fuhito. Détruit par un incendie en 1717, une réplique provisoire de petite taille a été reconstruite en 1819 et démolie en 2000. Les statues qu'il contenait, dont certaines pièces maîtresses, avaient été déplacées pour éviter leur détérioration dans un bâtiment annexe au nord du bâtiment. Il est reconstruit et rouvre au public le 20 octobre 2018[2].
- Le ōyuya (大湯屋, « salle pour le bain »), reconstruit durant la période Muromachi (1426), contient deux grands chaudrons de fer destinés à recevoir de l'eau chaude.
- Le bodai-in ōmidō (菩提院大御堂) actuel date de 1580 mais il fut initialement érigé au cours de l'ère Nara. Il contient d'importantes statues dont le Fukukensaku Kannon. Il est fréquemment évoqué dans les contes traditionnels japonais sous le nom de « salle des Trente Cloches ».

### Bâtiment récent
- Le kokuhōkan (国宝館, « musée des Trésors nationaux ») fut construit en 1959 pour abriter les statues, tableaux, livres et documents historiques qui ont été désignés comme Trésor national ou sont considérés comme Importante propriété culturelle. Son but est de permettre au public de mieux comprendre le bouddhisme et d'apprécier les artéfacts bouddhiques culturels.

Quelques pièces exposées au Kokuhōkan
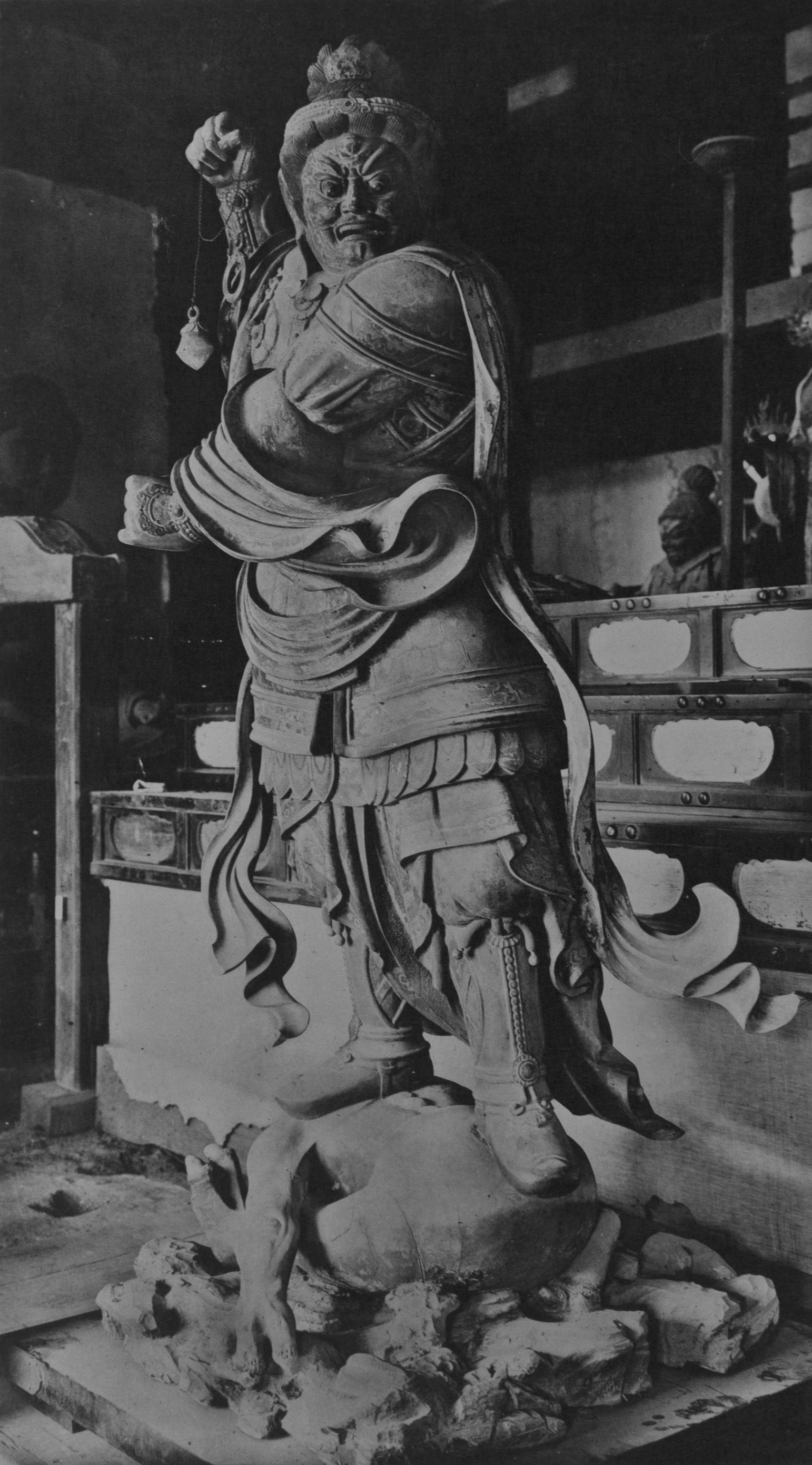
Sculpture représentant Virūpākṣa (Celui qui voit tout), Kōmoku-ten en japonais, un des Quatre Rois célestes, Gardien de l'Ouest.
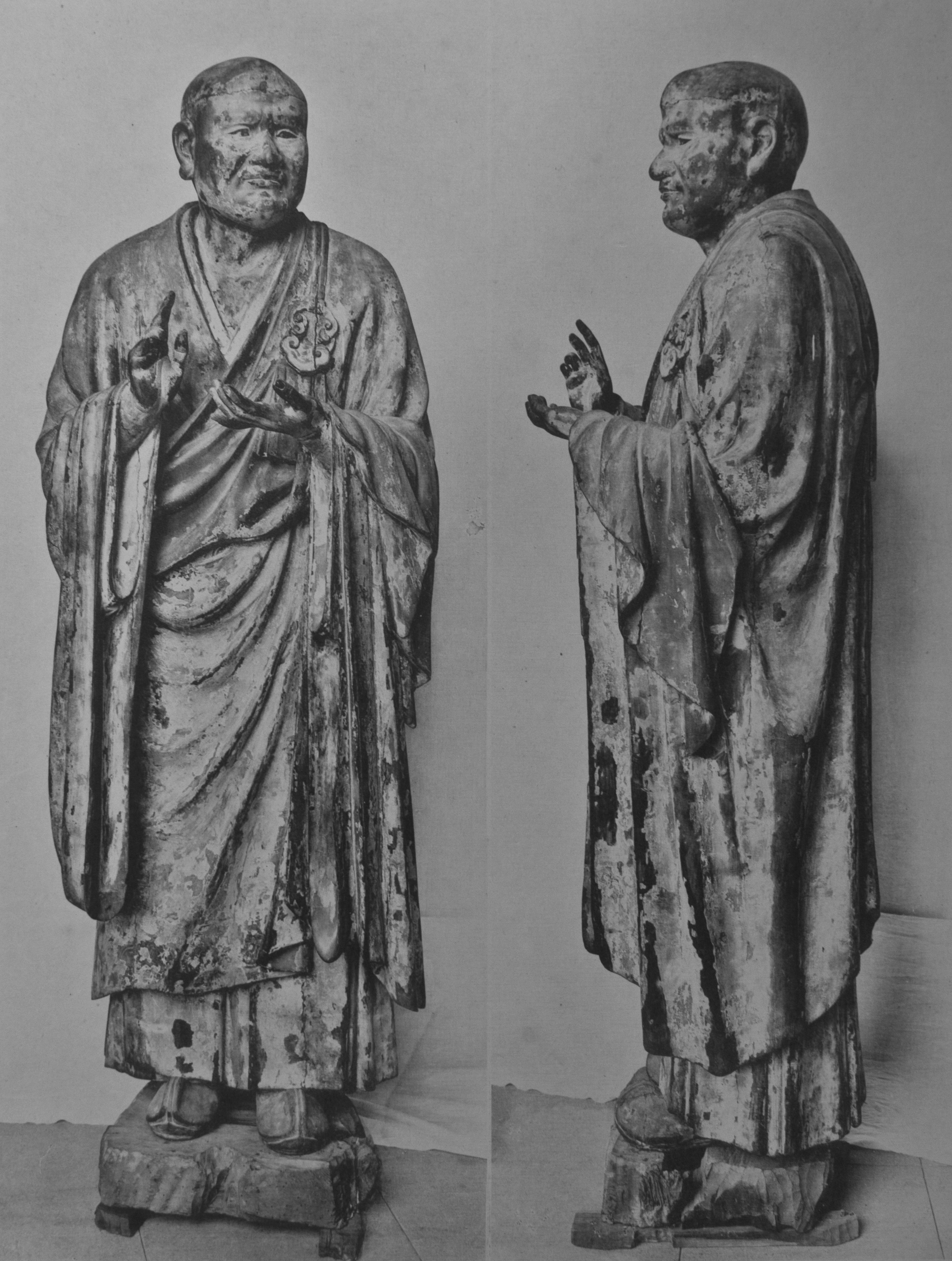
Statue en bois sculpté du XIIIe siècle, représentant Vasubandhu (IVe ou Ve siècle), moine bouddhiste originaire de l'ancien Gandhara. H: 1,86 m.
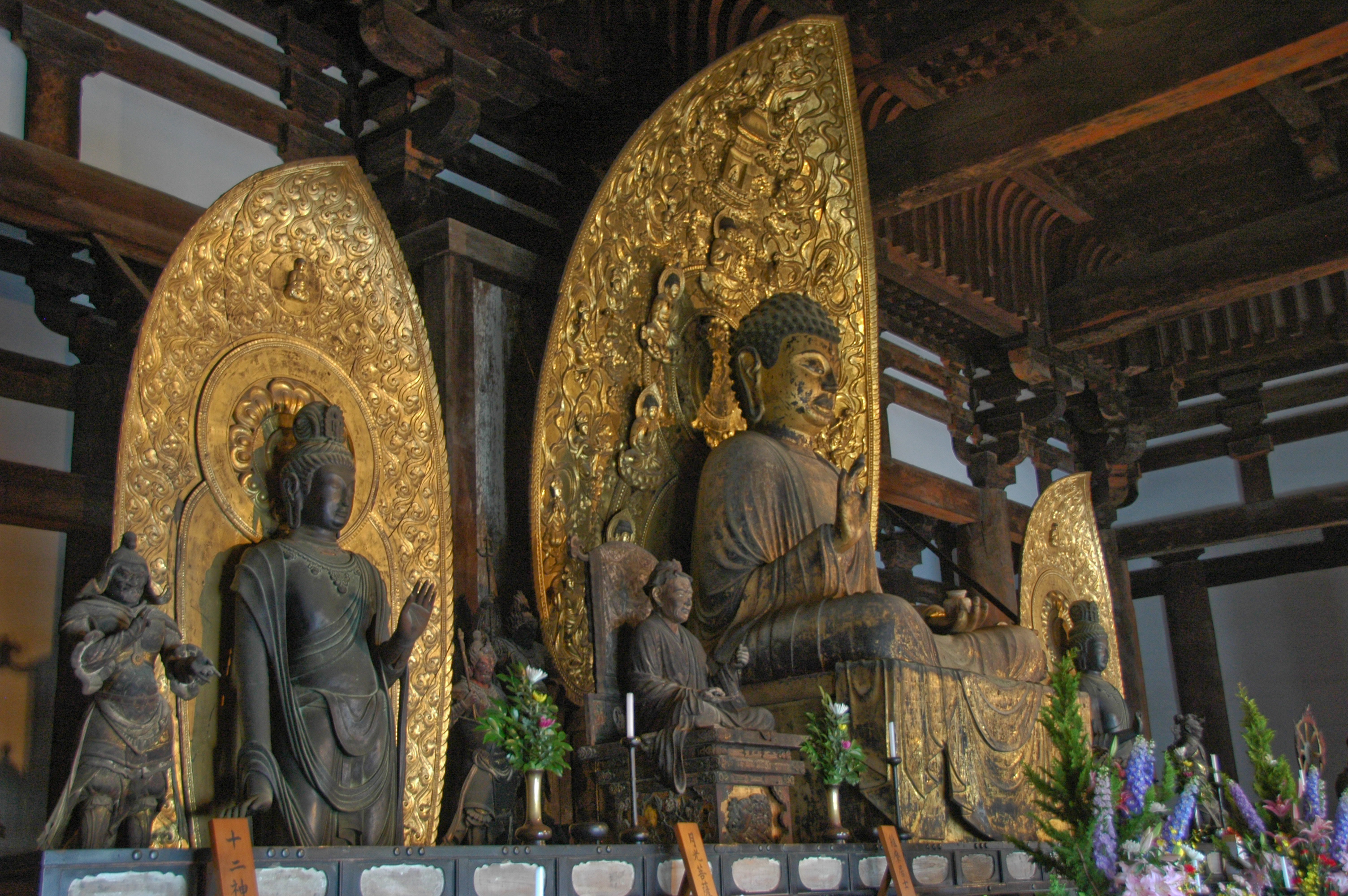
Groupe de statues représentant le Bouddha de Médecine Bhaishajyaguru, Yakushi en japonais, objet d'un culte important au Japon depuis le VIIe siècle. Il est entouré des boddhisattvas  Sūryaprabha (Lumière du Soleil), Nikkō Bosatsu en japonais, et Candraprabha (Lumière de la Lune), Gakkō Bosatsu, et des Douze Généraux célestes. Salle dorée, aile Est.
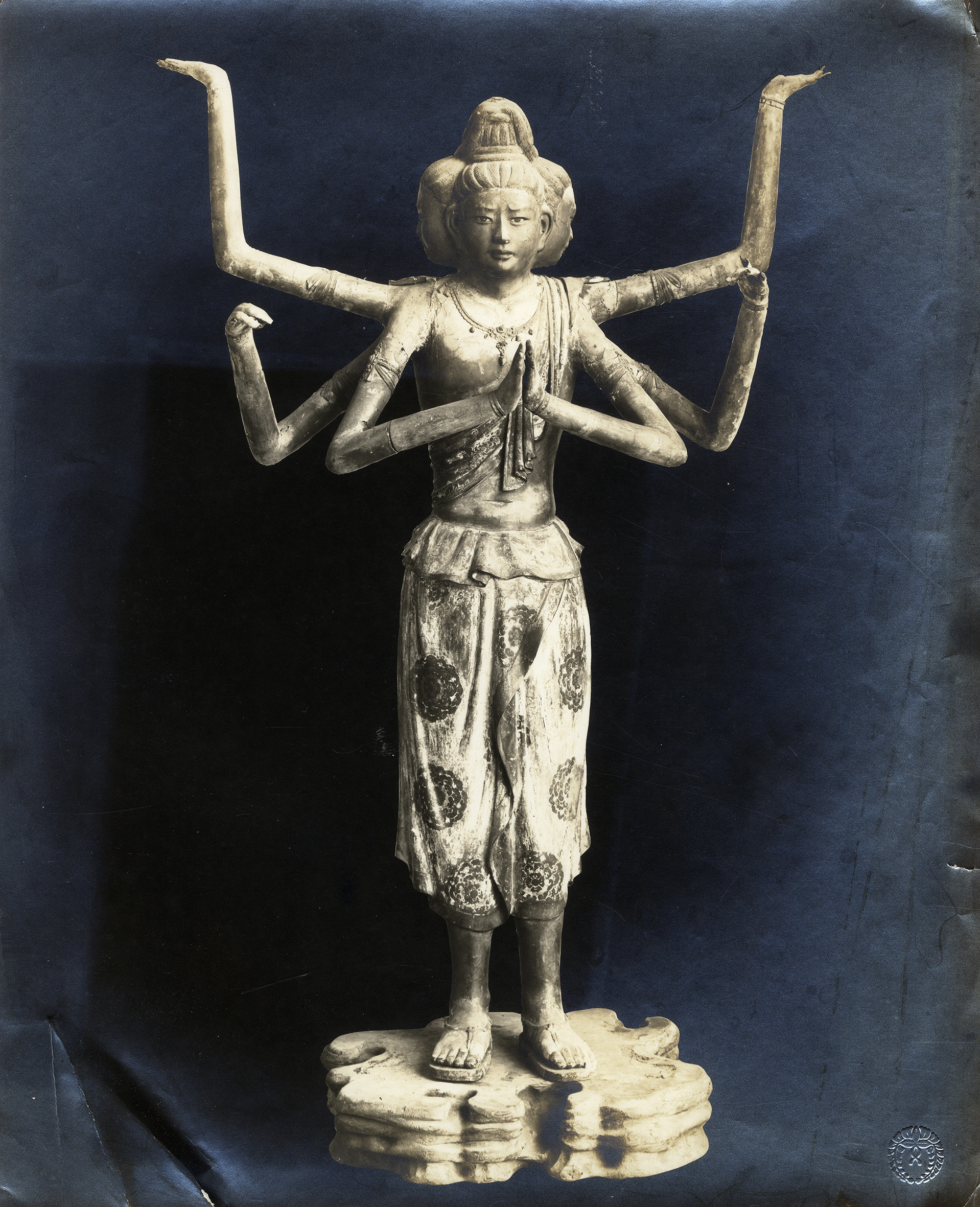
Un Asura, Ashura en japonais, à six bras et trois têtes, protecteur du Dharma et du Bouddha.  Statue creuse colorée: laque, tissu, bois. H: 1,49 m. Datation: 734. Salle dorée, aile Ouest.